# Ormöns naturreservat
Ormön är ett naturreservat i Gävle kommun i Gästrikland.
Området är skyddat sedan 1994 och är 75 hektar stort. Det är beläget cirka 10 km öster om Hamrångefjärden.

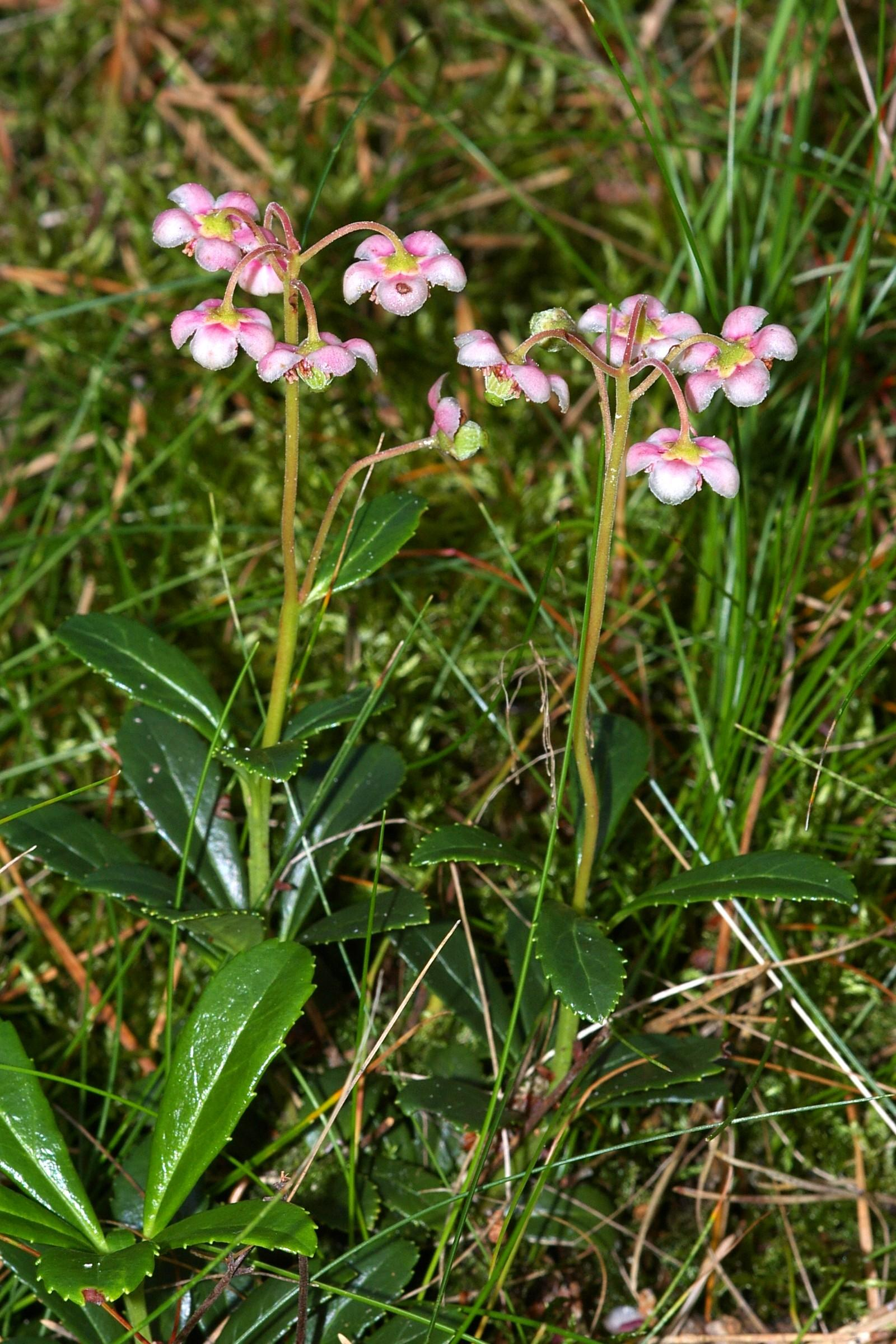
Ryl förekommer i reservatet

Genom landhöjningen är Ormön inte längre någon ö i egentlig mening. Kustlinjen har flyttats österut men Ormön har kvar tjärnar, våtmarker och myrar. Björk och klibbal bildar sumpskogar. Gran och tall växer på torrare delar av området och utgör där en del av gammal grov barrskog. Den rödlistade arten myskmåra finns på minst 2 platser i området. Vid sjön Kylen finns en plats med den sällsynta växten ryl.